# Torre Capo Lupo
Torre Capo Lupo (o Torre Lupo) chiamata così dal nome del caporale che qui risiedeva, è una torre costiera posta nel comune di Diso nella frazione di Marittima a 105 m sul livello del mare.

## Struttura
È una delle torri costiere più antiche del Salento risalente alla fine del XV secolo. Fu costruita a scopo difensivo contro le incursioni dei Saraceni.
Ha una forma cilindrica con un'altezza di poco superiore i 17 metri. Ricade in proprietà privata ed era in forte stato di degrado prima del restauro del 1986.in stato di degrado 2017
Comunicava a nord con Torre Diso, nel comune di Castro e a sud con Torre Porto di Ripa, situata nel comune di Andrano.